# Jeune École
De Jeune École (Jonge School) was een Franse doctrine die ontwikkeld werd tijdens de 19e eeuw. Het concept, voortkomend uit de rivaliteit tussen de marines van het Verenigd Koninkrijk en Frankrijk (respectievelijk de grootste en op een na grootste marine in die tijd), beval het gebruik van kleine, krachtige schepen aan die grotere slagschepen aanvielen en het gebruik van kaapschepen die in staat waren om de handel van de vijand te verstikken.

## Kleine schepen tegen slagschepen

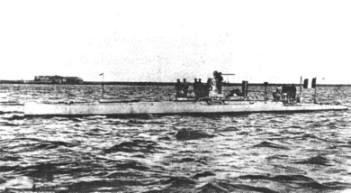
De Francse onderzeeër Narval

Een van de eerste voorstanders van de Jeune École was de artillerie-generaal Paixhans, die de explosieve granaat voor oorlogsschepen had uitgevonden in 1823. Hij beval aan om krachtige kanonnen met deze granaten te plaatsen op talloze kleinere schepen die zo veel grotere slagschepen konden vernietigen.
Later ontwikkelde de Franse marine het concept verder toen het begon te experimenteren met torpedo's en torpedoboten. De Franse marine werd een van sterkste voorstanders van deze strategie aan het eind van de 19e eeuw. Het succes van de Franse marine tegen China in de Chinees-Franse Oorlog van 1883 tot 1885 leek het potentieel van torpedoboten tegen conventionele marines te bevestigen.
Daarnaast was Frankrijk actief in de ontwikkeling van een duikbootvloot, waarbij opnieuw vertrouwd werd op technische ontwikkelingen om de Britse numerieke overmacht in slagschepen te compenseren. Aan het begin van de 20e eeuw was Frankrijk de eerste marine met een effectieve duikbootvloot.

## Kaapschepen
Het andere essentiële deel van het Jeune École-concept was het teisteren van de koopvaardij van de vijand te verstikken, opnieuw een tactiek gericht tegen het Verenigd Koninkrijk.
Kaapschepen zoals de Dupuy de Lôme werden speciaal voor deze rol ontworpen. De Dupuy de Lôme, een pantserkruiser, waarvan de kiel werd gelegd in 1888, had een topsnelheid van 23 knopen.

## Invloeden

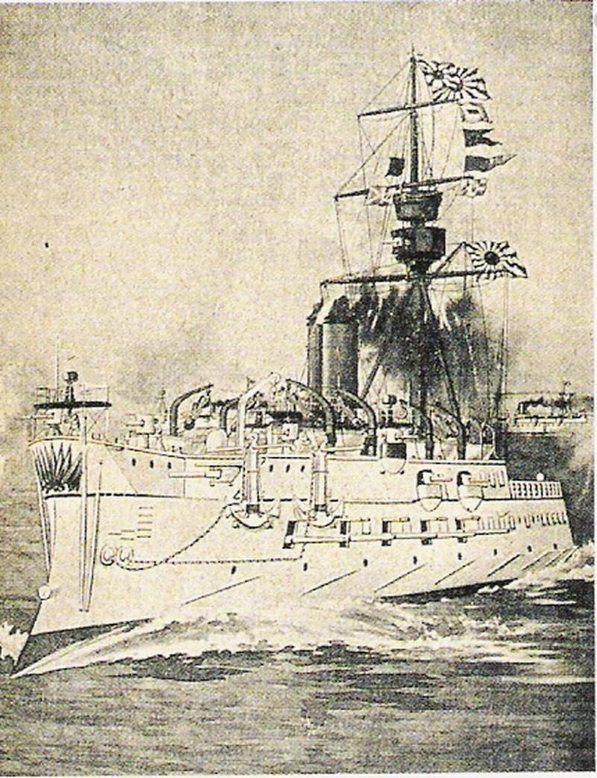
De in Frankrijk gebouwde Matsushima, vlaggenschip van de Keizerlijke Japanse marine in 1894.

De Jeune École was vooral invloedrijk voor de ontwikkeling van kleinere marines in de 19e eeuw, vooral om het gebrek aan slagschepen te compenseren.
De Keizerlijke Japanse marine ontwikkelde zijn eerste moderne vloot door de Franse ingenieur Louis-Emile Bertin in te huren in 1886. Hij ontwierp de vloot die ervoor zorgde dat Japan zijn eerste moderne conflict kon winnen, de Eerste Chinees-Japanse Oorlog. Deze vloot was ontworpen rond relatief kleine schepen met krachtig geschut en kon zo winnen van de Chinese marine die was uitgerust met grotere, in Duitsland gebouwde schepen.